# شيرلي جافي
شيرلي جافي (بالإنجليزية: Shirley Jaffe)‏ هي نحّاتة ورسامة أمريكية، ولدت في 10 فبراير 1923 في إليزابيث في الولايات المتحدة، وتوفيت في 29 سبتمبر 2016 في باريس في فرنسا.